# Station Pasirbungur

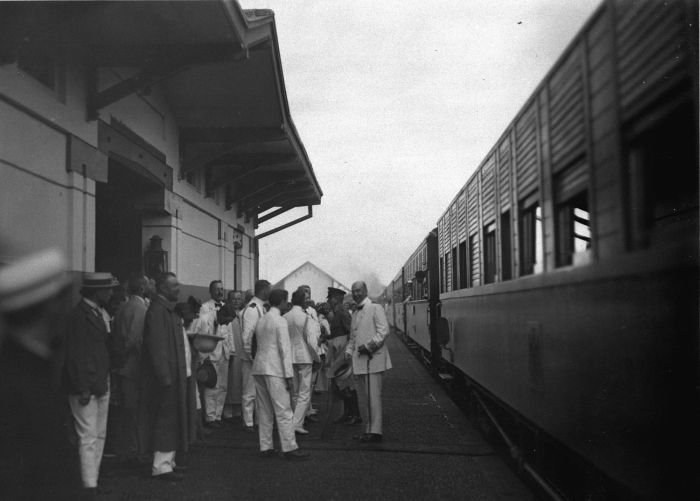
Gouverneur-Generaal mr. D. Fock neemt afscheid van de heer Hammond op het station Pasir Boengoer, tijdens zijn bezoek op 27 en 28 oktober in 1922 aan de Pamanoekan- en Tjiasemlanden, West-Java.

Pasirbungur is een spoorwegstation in de Indonesische provincie West-Java.

## Bestemmingen
- Tegal Arum: naar Station Jakarta Kota en Station Tegal
- Tawang Jaya: naar Station Pasar Senen en Station Semarang Poncol
- Kutojaya Utara: naar Station Tanahabang en Station Kutoarjo
- Progo: naar Station Jakarta Pasar Senen en Station Lempuyangan
- Senja Bengawan: naar Station Tanahabang en Station Solo Jebres
- Kertajaya: naar Station Pasar Senen en Station Surabaya Pasarturi
- Brantas: naar Station Tanahabang en Station Kediri
- Gaya Baru Malam Selatan: naar Station Jakarta Kota en Station Surabaya Gubeng